# Domaradz (Basses-Carpates)
Pour les articles homonymes, voir Domaradz.
Domaradz, dans la voïvodie des Basses-Carpates, est une commune rurale polonaise du powiat de Brzozów. Elle couvre une superficie de 56,72 km2 et comptait 6 170 habitants en 2007.

## Géographie
La gmina regroupe les villages de Domaradz, son siège, Barycz et Golcowa.